# Dactylaena pauciflora
Dactylaena pauciflora là một loài thực vật có hoa trong họ Màng màng. Loài này được Griseb. mô tả khoa học đầu tiên năm 1879.